# Pereval Otmek
Pereval Otmek (ryska: Перевал Отмек) är ett bergspass i Kirgizistan.   Det ligger i oblastet Talas, i den nordvästra delen av landet, 130 km sydväst om huvudstaden Bisjkek. Pereval Otmek ligger 3 326 meter över havet.
Terrängen runt Pereval Otmek är kuperad åt sydost, men åt nordväst är den bergig. Runt Pereval Otmek är det mycket glesbefolkat, med 6 invånare per kvadratkilometer. Trakten runt Pereval Otmek består i huvudsak av gräsmarker.